# Trinitatiskirche Hainichen (Thüringen)

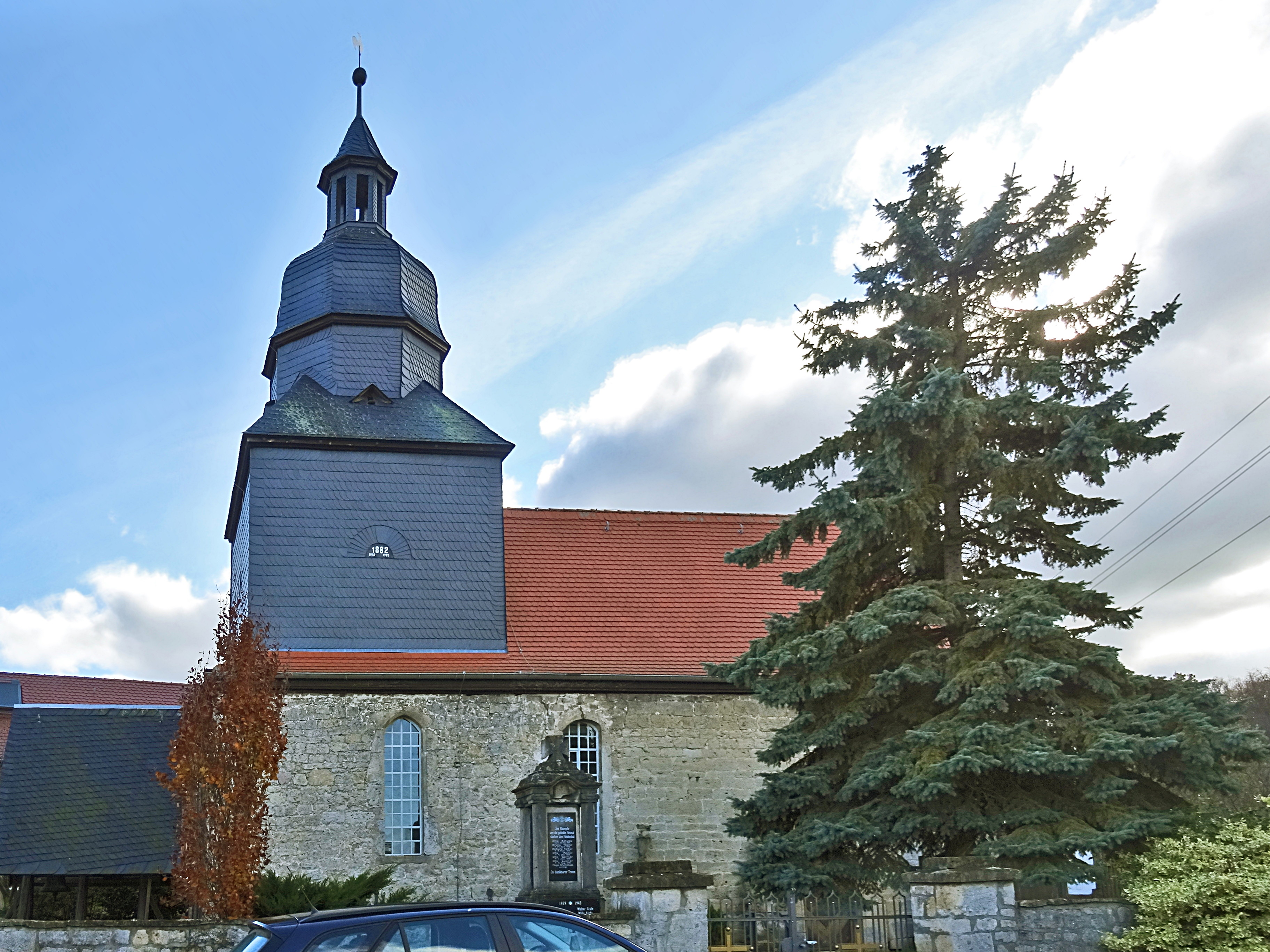
Trinitatiskirche

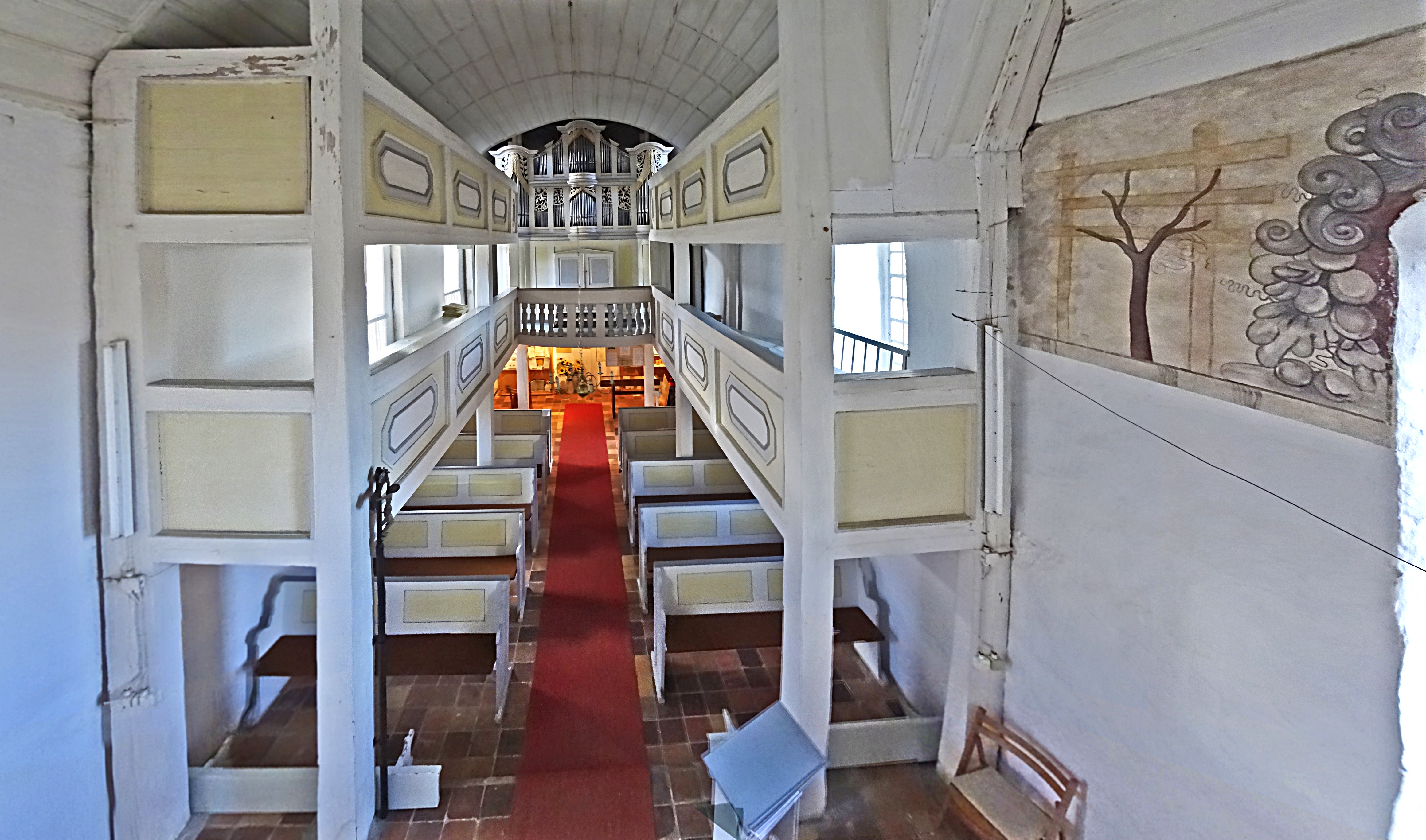
Innenansicht

Die evangelisch-lutherische Trinitatiskirche steht in Hainichen, einer Gemeinde im Saale-Holzland-Kreis in Thüringen. Trinitatis im Gemeindeteil Hainichen gehört zur Kirchengemeinde Nerkewitz im Kirchengemeindeverband Vierzehnheiligen der Region Jena West im Kirchenkreis Jena der Evangelischen Kirche in Mitteldeutschland.

## Geschichte

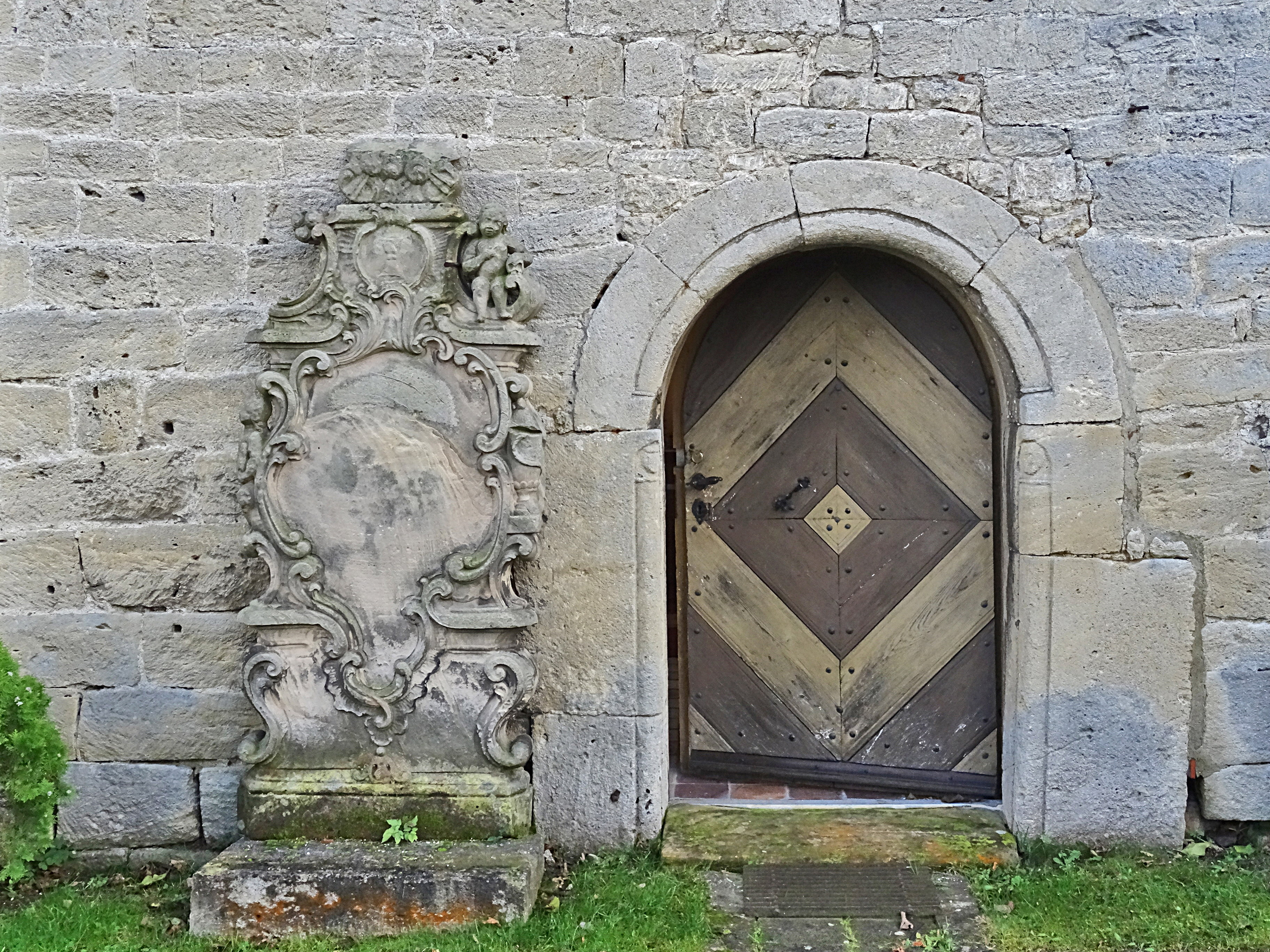
Romanisches Portal

Das Kirchgebäude geht auf eine kleine Kapelle aus dem Beginn des 12. Jahrhunderts zurück. Hinweise darauf sind am westlichen Teil und dem romanischen Portal erkennbar. Die Kirche wurde ursprünglich St. Cosmas und Damian geweiht. Dieses Patrozinium wird auch heute wieder verwendet.

## Beschreibung
Die Saalkirche hat im Osten einen großen Dachturm. Im Westen befindet sich ein Anbau für die Sakristei. Die Kirche wurde um 1657 unter Verwendung maßgeblicher Teile eines romanischen Vorgängerbaus errichtet. Im Osten befindet sich eine Inschrift, die das Datum 1657 trägt. Vom Vorgängerbau stammt auch das kleine rundbogige Portal an der Nordseite mit Archivolte und Wülsten an den Ecken, die unter dem Ansatz des Bogens in kleinen, mit Gaffköpfen verzierten Kapitellen enden. Der schiefergedeckte Turm hat einen achtseitigen Aufsatz, auf dem eine Haube mit einer Laterne sitzt. Die hohen segmentbogigen Fenster sind von 1657.

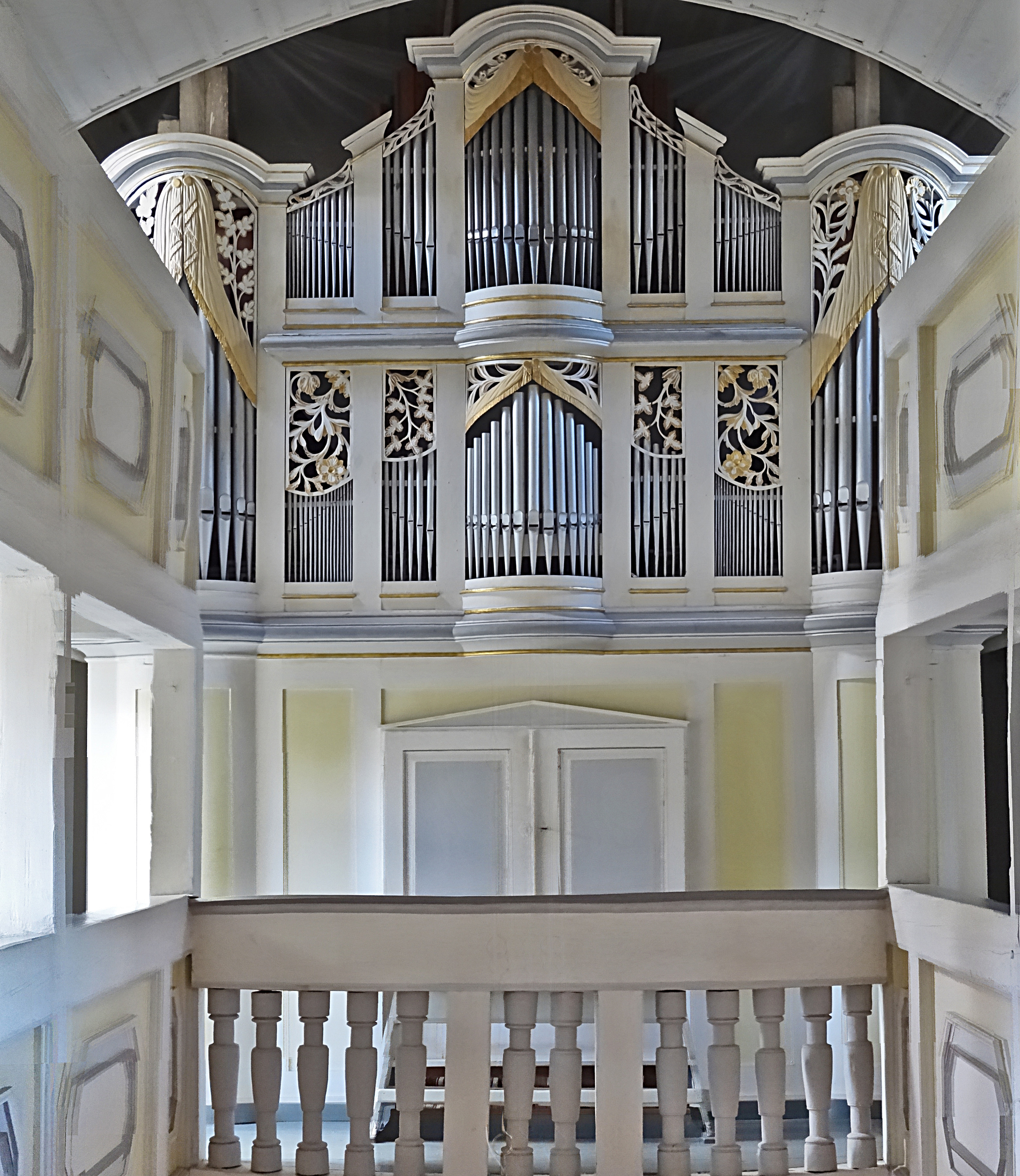
Gerhard-Orgel

Die Gestaltung des Innenraums und die Kirchenausstattung sind noch aus dem 17. Jahrhundert. An drei Seiten sind Emporen, an den Langseiten sind sie zweigeschossig. Der Kanzelaltar hat ein schmales Altarretabel. Daran befinden sich gewundene Säulen und der auferstandene Christus. Das Kirchenschiff ist mit einem hölzernen Tonnengewölbe überspannt. An der Nordwand befinden sich großflächige Überreste einer szenischen und ornamentalen Bemalung mit Rebstöcken und musizierenden Engeln aus dem 17. Jahrhundert. Dort steht auch ein spätgotisches, mit Fialen verziertes Sakramentshaus mit einer Kreuzigungsgruppe. Das achteckige romanische Taufbecken steht jetzt auf dem Kirchfriedhof. Die Glocke von 1583 wurde von Eckhard Kuchen aus Erfurt gegossen.
Die Orgel mit 14 Registern, verteilt auf 2 Manuale und Pedal, wurde 1821 von Johann Christian Adam Gerhard gebaut.
Die letzte Renovierung des Kircheninneren erfolgte 1983–1984. In den Jahren 2003/04 wurde das Dach erneuert.